# عدسة داخل العين مدعومة بالزاوية
زراعة عدسة داخل العين مدعومة بالزاوية هي نوع خاص من زراعة عدسة داخل العين حيث يمكن زراعتها جراحيا في غرفة العين الأمامية. تسمى هذه العدسات مدعومة بالزاوية لأن الصفائح القدمية للعدسة تستقر في زاوية القرنية القزحية.
يشمل هذا النوع من العدسات أنواع مختلفة منها:
- Acrysof AC
- Phakic 6
- Kelman-Duet
- I-Care
- ZSAL-4
- Vivarte
- NuVita

لكن جميع هذه الأنواع غير حاصلة على ترخيص إدارة الغذاء والدواء الأمريكية.